# Episodi di Jonny Quest
La prima stagione della serie animata Jonny Quest, composta da 26 episodi, è stata trasmessa negli Stati Uniti, da ABC, dal 18 settembre 1964 all'11 marzo 1964.
In Italia è stata trasmessa dal 5 novembre 1970 su Rai 1.
| nº | Titolo originale              | Titolo italiano                   | Prima TV USA      | Prima TV Italia  |
| -- | ----------------------------- | --------------------------------- | ----------------- | ---------------- |
| 1  | The Mystery of the Lizard Men |                                   | 18 settembre 1964 |                  |
| 2  | Arctic Splashdown             | Spedizione artica                 | 25 settembre 1964 | 26 novembre 1970 |
| 3  | The Curse of Anubis           | La vendetta di Anubis             | 2 ottobre 1964    | 19 novembre 1970 |
| 4  | Pursuit of the Po-Ho          |                                   | 9 ottobre 1964    |                  |
| 5  | Riddle of the Gold            | La miniera di Jahilipur           | 16 ottobre 1964   | 3 dicembre 1970  |
| 6  | Treasure of the Temple        |                                   | 23 ottobre 1964   |                  |
| 7  | Calcutta Adventure            |                                   | 30 ottobre 1964   |                  |
| 8  | The Robot Spy                 |                                   | 6 novembre 1964   |                  |
| 9  | Double Danger                 |                                   | 13 novembre 1964  |                  |
| 10 | Shadow of the Condor          | Nei cieli delle Ande              | 20 novembre 1964  | 5 novembre 1970  |
| 11 | Skull and Double Crossbones   | Il doblone spagnolo               | 27 novembre 1964  | 12 novembre 1970 |
| 12 | The Dreadful Doll             | Il pupazzo di Suga                | 4 dicembre 1964   | 10 dicembre 1970 |
| 13 | A Small Matter of Pygmies     |                                   | 11 dicembre 1964  |                  |
| 14 | Dragons of Ashida             | I dragoni di Ashida               | 18 dicembre 1964  |                  |
| 15 | Turu the Terrible             | Turu il terribile                 | 25 dicembre 1964  |                  |
| 16 | The Fraudulent Volcano        |                                   | 31 dicembre 1964  |                  |
| 17 | Werewolf of the Timberland    |                                   | 7 gennaio 1965    |                  |
| 18 | Pirates From Below            | Pirati dal fondo                  | 14 gennaio 1965   |                  |
| 19 | Attack of the Tree People     | L'attacco del popolo degli alberi | 21 gennaio 1965   |                  |
| 20 | The Invisible Monster         |                                   | 28 gennaio 1965   |                  |
| 21 | The Devil's Tower             | La torre del diavolo              | 4 febbraio 1965   |                  |
| 22 | The Quetong Missile Mystery   | Il mistero del missile di Quetong | 11 febbraio 1965  |                  |
| 23 | The House of Seven Gargoyles  |                                   | 18 febbraio 1965  |                  |
| 24 | Terror Island                 | L'isola del terrore               | 25 febbraio 1965  |                  |
| 25 | Monster in the Monastery      | I mostri del monastero            | 4 marzo 1965      |                  |
| 26 | The Sea Haunt                 |                                   | 11 marzo 1965     |                  |